# 呂公望
呂 公望（りょ こうぼう、1879年 - 1954年7月22日）は、中華民国の軍人・実業家。清末は光復会に加わり、民国成立後は北京政府、護法軍政府の軍人となった。原名は占鰲。字は戴之。

## 事跡
1899年（光緒25年）、秀才となり、1901年（光緒27年）、廩生となる。1906年（光緒32年）、秋瑾と知り合い、光復会に加入した。同年12月、浙江省で軍務に就く。1907年（光緒33年）、保定陸軍軍官学校速成科で学び、卒業後に再び浙江省の新軍に戻る。
1909年（宣統元年）12月、広西省へ異動し、兵備処で勤務する。しかし尹昌衡とともに革命派の雑誌を刊行したことを咎められ、辞職して香港へ逃亡した。1910年（宣統2年）10月、浙江省へ戻り軍務に復帰している。
1911年（宣統3年）10月の武昌起義勃発後に、呂公望は浙江省の革命派蜂起に参画し、さらに朱瑞率いる上海攻撃支隊の参謀長に任じられた。1912年（民国元年）1月、浙軍第11協協統に任命され、まもなく軍制改組により浙軍第6師師長となった。1913年（民国2年）、嘉湖戒厳司令に任じられ、翌1914年（民国3年）、嘉湖鎮守使に転じた。
1915年（民国4年）12月、袁世凱が皇帝に即位すると、呂公望は一等男に封じられた。しかし護国戦争（第三革命）勃発後の1916年（民国5年）4月に呂は決起し、態度が曖昧であった浙江将軍朱瑞を追放して浙江省の独立を宣言した。これにより呂は、同年7月に省内各層から浙江督軍兼巡按使に推挙され、北京政府もこれを追認した。1917年（民国6年）1月に辞任し、同年7月の張勲の復辟の際には、段祺瑞に従って張勲を討伐した。その後は護法軍政府に転じ、1918年（民国7年）8月、援閩浙軍総司令に任命された。1920年（民国9年）には広州軍政府参謀部長に就任している。
1921年（民国10年）5月、辞職して天津に寓居し、以後は様々な起業を企てたが、何度も失敗に終わっている。1937年（民国26年）、国民政府から浙江省難民救済協会委員に任命される。さらに浙江省難民染織公司を創設して、その総経理に就任した。1946年（民国35年）、浙江省参議会副議長に任命された。
中華人民共和国成立後も呂公望は大陸に留まる。杭州労軍委員会委員、杭州公債推銷委員会委員、中国人民救済総会杭州分会副主席、浙江省政協委員会委員などを歴任した。
1954年7月22日、杭州で病没。享年76。